# Neodiogmites carrerai
Neodiogmites carrerai is een vliegensoort uit de familie van de roofvliegen (Asilidae). De wetenschappelijke naam van de soort is voor het eerst geldig gepubliceerd in 1988 door Artigas & Papavero.